# Małgorzata Białecka
Małgorzata Białecka, née le 2 avril 1988 à Gdynia, est une véliplanchiste polonaise.

## Carrière
Au cours de sa carrière, Małgorzata Białecka remporté les championnats du monde de planche à voile en 2016,.  Elle a concouru aux Jeux olympiques de 2016 où elle s'est classée 14e.
- Médaillée de bronze aux Universiade d'été de 2011 (Chine) en RS:X
- Médaillée d'or aux Championnats du monde de voile 2016 à Eilat (Israel), en RS:X